# 25 Dywizja Kawalerii Powietrznej
25 Dywizja Kawalerii Powietrznej Księcia Józefa Poniatowskiego (25 DKPow) – aeromobilny związek taktyczny Wojska Polskiego.

## Historia Dywizji
25 Dywizja Kawalerii Powietrznej powstała na mocy zarządzenia szefa Sztabu Generalnego WP nr 35/Org z 15 czerwca 1994. Z dniem 14 sierpnia 1995 dywizja przejęła tradycje Mazowieckiej Brygady Kawalerii z okresu II Rzeczypospolitej oraz otrzymała imię Księcia Józefa Poniatowskiego. 25 Dywizja Kawalerii Powietrznej, została podporządkowana Dowódcy Krakowskiego Okręgu Wojskowego, a po jego likwidacji, od stycznia 1999, dowódcy 2 Korpusu Powietrzno-Zmechanizowanego.
Docelowo dywizja miała się składać z: trzech pułków kawalerii powietrznej, bazy lotniczej i jednostek zabezpieczenia. Formowanie dywizji natrafiło na poważne przeszkody natury finansowej. W krótkim czasie okazało się, że nie uda się utworzyć planowanych jednostek. We wrześniu 1999 roku, 25 Dywizja Kawalerii Powietrznej została przeformowana w 25 Brygadę Kawalerii Powietrznej, a jej dowództwo i sztab przeniesiono z Łodzi do Tomaszowa Mazowieckiego.

## Struktura organizacyjna dywizji (planowana)
- Dowództwo i sztab – Łódź ul. 6 Sierpnia;
- 251 Pułk Kawalerii Powietrznej – Leźnica Wielka
- 1 Pułk Kawalerii Powietrznej Szwoleżerów Ziemi Łęczyckiej – Leźnica Wielka
- 2 Pułk Kawalerii Powietrznej (w 1996 r. przemianowany na 7 Pułk Ułanów Lubelskich) – Nowy Glinnik
- 3 Pułk Kawalerii Powietrznej – Nowe Miasto nad Pilicą
- 7 baza lotnicza – Łódź
- 25 batalion dowodzenia – Łódź
- 25 batalion logistyczny – Nowy Glinnik

## Dowódcy 25 Dywizji Kawalerii Powietrznej
- gen. bryg. Włodzimierz Michalski (1994–1997)
- gen. dyw. Mieczysław Bieniek (1997–1998)
- płk dypl. Jan Kempara (1998–1999)